# 1959 في فنزويلا
فيما يلي قوائم الأحداث التي وقعت خلال عام 1959 في فنزويلا.

## رياضة
- 1 يناير – الدوري الفنزويلي الممتاز 1959 الفائز C.D. Español de Venezuela [الإنجليزية]‏.

## مواليد

### يناير
- 1 يناير – أرتور هيريرا فنان فنزويلي.
- 1 يناير – ديفيد دي ليما سياسي فنزويلي.

### أبريل
- 12 أبريل – رونالد بلانكو لا كروز سياسي فنزويلي.

### يوليو
- 22 يوليو – نايجل فيندلي كاتب كندي.

### أغسطس
- 10 أغسطس – إد كال موسيقي أمريكي.

### سبتمبر
- 2 سبتمبر – أنطونيو إسباراغوزا ملاكم فنزويلي.

### أكتوبر
- 20 أكتوبر – جورج هاريس

### نوفمبر
- 6 نوفمبر – ليو هرنانديز لاعب كرة قاعدة فنزويلي.
- 7 نوفمبر – فريدي مارشال موسيقي فنزويلي.
- 14 نوفمبر – هيلدا أبراهامز
- 28 نوفمبر – بيدرو أكوستا لاعب كرة قدم فنزويلي.

## وفيات

### أغسطس
- 21 أغسطس – سانتياغو كي أيالا (مواليد 1874) مؤرخ فنزويلي.